# هو داهای

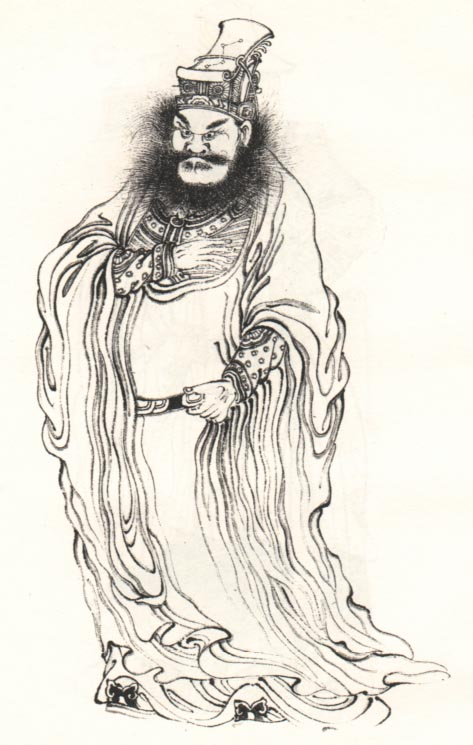
هو داهای

هوُ داهای (چینی: 胡大海; پین‌یین: Hú Dàhǎi یا تانگ فو (通甫); درگذشتهٔ ۱۳۶۲ میلادی) یک ژنرالِ ارتشِ چین در قرنِ چهاردهمِ میلادی و از نژادِ ایرانی بود. شناخته شده‌ترین کارِ وی، یاری رسانی به هونگ‌وو برای پایه گذاریِ دودمان مینگ بود.

## زندگی
هو در استانِ آن‌هوئی به دنیا آمد. خانوادهٔ وی از بازرگانانِ ایرانی بودند که از راهِ ابریشم به چین آمده و در آنجا ساکن شده بودند. نژادِ وی نیمه ایرانی و نیمه چینی بوده‌است. وی در جوانی به ارتش پیوست.

### شورش علیه دودمان مغولیِ یوآن
در ۱۳۵۲ میلادی و پس از آن‌که معبدی که یوآن‌جانگ در آن ساکن بود توسط نیروهای حکومتی که برای سرکوب شورشی محلی به آنجا اعزام شده‌بودند تخریب شد، او نیز به جمع شورشیانی پیوست که بر ضد دودمان مغولی یوآن در چین به‌پا خواسته‌بودند. توانایی‌هایی جو یوآن‌جانگ سبب شد تا او خیلی زود به رهبرِ شورشیان تبدیل شود. او سپس به انجمنِ مخفیِ نیلوفرآبی سفید پیوست و با گروهِ شورشی دیگری به نام دستار سرخ‌ها همراه شد. اکثریتِ چینی‌های نژادِ هان و از جمله هو داهای از این گروه‌ها حمایت می‌کردند و جو یوآن‌جانگ باردیگر فرماندهی شورشیان را برای برانداختنِ حکومتِ مغول‌ها برعهده گرفت.

## نیروهای هو داهای
نیروهای زیرِ فرمانِ وی بسیار منظم بودند. وی دربارهٔ آن‌ها چنین می‌گوید:
جنگاورانِ من خواندن و نوشتن نمی‌دانند، اما سه چیز را بخوبی بیاد دارند:

بیهوده نکشند، با زنان و دختران خشونت و بی حرمتی نکنند و خانه‌ها و کشتزارها را به آتش نکشانند.